# Бледный, Кирилл
Кири́лл Бле́дный (настоящее имя — Кири́лл Русла́нович Тимоше́нко; укр. Кирило Русланович Тимошенко; род. 31 марта 1997, Змиёв) — украинский музыкант, фронтмен рок-группы «Пошлая Молли».

## Биография
Кирилл родился в Змиёве. В детстве был сложным подростком и мог не приходить домой сутками. Гитару в руки Кирилл взял в 14 лет, до этого он немного читал рэп. К увлечению рок-музыкой его подтолкнуло творчество американской группы Mindless Self Indulgence и Курта Кобейна. Тимошенко увлекался разной музыкой, слушал одновременно и Эминема, и «Нервы». По словам музыканта, прозвище «Бледный» появилось после того, как он впервые попробовал покурить марихуану и сильно побледнел. Он поступил в техникум, учился заочно, но бросил учёбу, чтобы начать зарабатывать и выпустить первый альбом. Родители такой подход не одобрили, но и останавливать сына не стали. До начала музыкальной карьеры работал охранником в супермаркете, жил сам на маленькие деньги без помощи родителей и записывал свои первые песни.
«Пошлую Молли» Кирилл создал в 2016 году. Первый концерт группы состоялся в 2016 году, но зрителями в основном были друзья и знакомые Кирилла. На следующем выступлении исполнители рассчитывали увидеть около 150 зрителей, а в зале оказалось 400 человек, несмотря на то, что группа была готова исполнять всего три песни. В раскрутку своего проекта Бледный не вкладывался; популярность начала расти из-за пабликов Вконтакте, заинтересовавшихся группой.
Первый альбом «8 способов как бросить дрочить» он выпустил в 2017 году. После успеха пластинки Кирилл стал гостем нескольких ютуб-шоу. В январе 2018-го вышел следующий альбом «Грустная девчонка с глазами как у собаки». В том же году Кирилл дал большое интервью Юрию Дудю. В это время на концертах его группа собирала уже несколько тысяч человек. В конце 2018 года группа Кирилла выпустила миньон «Очень страшная Молли 3 (Часть 1)».

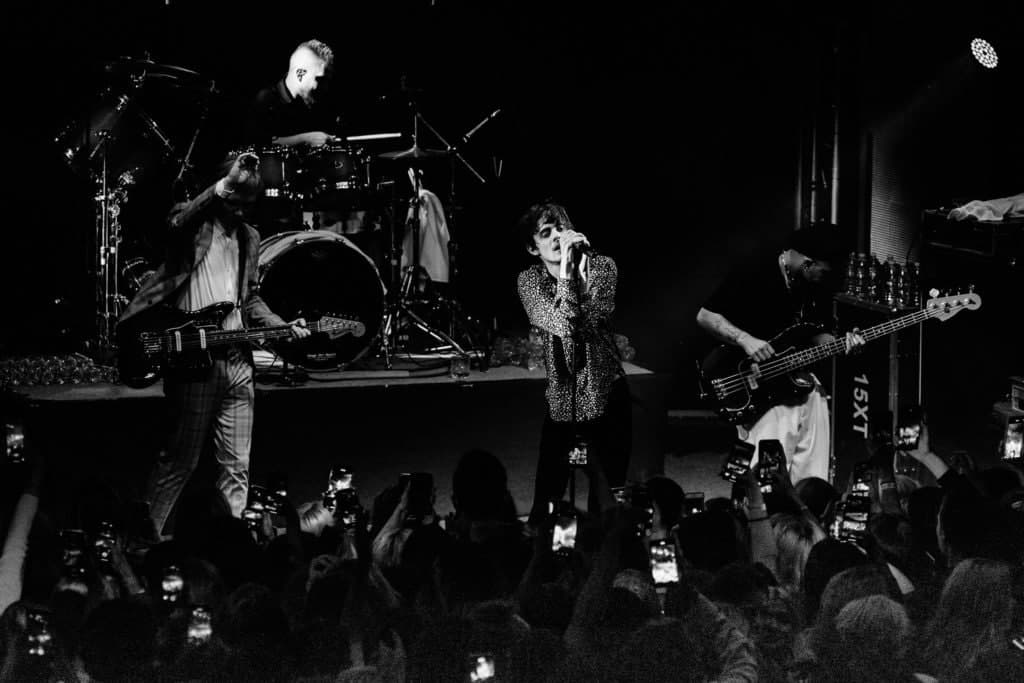
Пошлая Молли, первый концерт в 2020 году

После большого перерыва, в конце 2019 года исполнитель снялся в ютуб-шоу «Музыкалити» на канале Gazgolder, в феврале 2020 года выпустил новый мини-альбом Paycheck. Позже в 2020 году музыкант был приглашён на съёмки программы «Вечерний Ургант», а в декабре принял участие в интернет-концерте «Пошлой Молли» на МТС Live.
В 2020 году исполнителя обвинили в сексуальных домогательствах из-за видео девушки в TikTok, которая утверждала, что Кирилл Тимошенко домогался к ней, в то время как Кирилл отрицал все обвинения.
В начале карьеры Кирилл критиковал современных исполнителей, осуждал всех, кто создаёт композиции под какую-то определённую аудиторию и делает из творчества бизнес. Лучшим рэпером он называл Пашу Техника, а на ютуб-шоу говорил, что ненавидит Imagine Dragons, OneRepublic, Coldplay и Элджея. Позже, в 2020 году он изменил свое мнение, и на интервью TNT Music он извинился перед Элджеем.
21 августа 2021 года во время концерта в Геленджике Кирилла задержали на 48 часов в полицейском участке, Ему грозило до 15 дней ареста, но всё обошлось штрафом. Причиной задержания оказался «пьяный дебош» — в конце выступления Кирилл пригласил зрителей на сцену и началась давка.
После начала полномасштабного вторжения России на Украину 24 февраля 2022 года музыкант покинул РФ, отменил все концерты, запланированные в России, и заявил, что больше их не будет. Позже в 2022 году Кирилл вместе с группой провели благотворительные концерты в поддержку Украины.
В ноябре 2023 года Кирилл Тимошенко в Польше опубликовал видео, где выразил недовольство по поводу польского языка, и предложил полякам перейти на «нормальный» язык — русский. Также он посоветовал Польше снова стать частью Российской империи. После возмущения подписчиков он заявил, что видео было пародией. В результате 7 ноября компания-организатор «Winiary Bookings» отменила все концерты группы в Польше из-за антипольских высказываний вокалиста. 
20 декабря 2024 года Европейский союз запретил Тимошенко въезд на 3 года. После неудачной попытки подать апелляцию срок запрета был увеличен до 10 лет.

## Сольная дискография
- 2018 — Бобёр (DJSYMBIOTHIC вместе с Dropbled)